# Fīrūraq
Fīrūraq (persiska: فیرورق) är en ort i Iran.   Den ligger i provinsen Västazarbaijan, i den nordvästra delen av landet, 700 km nordväst om huvudstaden Teheran. Fīrūraq ligger 1 279 meter över havet och antalet invånare är 7 903.
Terrängen runt Fīrūraq är kuperad åt nordväst, men åt sydost är den platt.Runt Fīrūraq är det ganska tätbefolkat, med 75 invånare per kvadratkilometer. Närmaste större samhälle är Khvoy, 10,6 km öster om Fīrūraq. Trakten runt Fīrūraq består till största delen av jordbruksmark.